# EmbargoNagrania
EmbargoNagrania – polska wytwórnia płytowa z siedzibą w Warszawie powstała w 2003. Wydaje głównie płyty wykonawców z gatunku hip-hop. Dawniej firma należała do grupy ITI Film Studio.
Firma wydała nagrania takich wykonawców jak: JWP, Bez Cenzury, 2cztery7, Grammatik, Praktik, Pezet-Noon  oraz Noconcreto.